# Animal (muppet)
Pour les articles homonymes, voir Animal (homonymie).
Animal (parfois aussi appelé Jean-René ou Jean-Sébastien en version française) est un personnage de fiction du Muppet Show.

## Description
Animal est un monstre orange avec des dents pointues, des yeux globuleux, des cheveux et une barbe hirsutes et un unique sourcil noir très épais. C'est le batteur de The Electric Mayhem Band, l'orchestre du Muppet Show dirigé par le Docteur Dent (Dr. Teeth en VO).
La légende veut[source insuffisante] que Jim Henson, le créateur du Muppet Show, se soit inspiré de Keith Moon pour créer la marionnette d'Animal . 
Animal est très souvent enchaîné à sa batterie, il s'exprime par monosyllabes et a un tempérament très violent. Quand il accompagne une célébrité invitée, il s'emballe assez vite, abuse des cymbales et des roulements avant de se faire assommer ou reprendre à l'ordre.
En revanche, il reste scié et s'arrête de jouer de lui-même face à un solo de batterie de Buddy Rich. Il enverra d'ailleurs sa grosse caisse sur la tête de son concurrent à la fin de son solo.